# Campoletis fasciata
Campoletis fasciata là một loài tò vò trong họ Ichneumonidae.